# Kim Suominen
Kim Suominen (Turku, 20 oktober 1969 – aldaar, 18 november 2021) was een profvoetballer uit Finland, die speelde als middenvelder gedurende zijn carrière. Rajamäki beëindigde zijn actieve loopbaan in 2000 bij de Finse club waar hij ook was begonnen: TPS Turku. Behalve in zijn vaderland speelde hij clubvoetbal in Oostenrijk en Zweden. Suominen overleed op 52-jarige leeftijd in zijn geboorteplaats Turku.

## Interlandcarrière
Suominen kwam in totaal 39 keer (vier doelpunten) uit voor de nationale ploeg van Finland in de periode 1993–1996. Onder leiding van bondscoach Tommy Lindholm maakte hij zijn debuut op 20 januari 1993 in de vriendschappelijke uitwedstrijd tegen India (0-0) in Chennai, net als Marko Rajamäki, Janne Suokonautio en Rami Rantanen.

## Erelijst
TPV Tampere
- Veikkausliiga

1994
 TPS Turku
- Suomen Cup

1991